# Horkelia pinetorum
Horkelia pinetorum är en rosväxtart som beskrevs av Per Axel Rydberg. Horkelia pinetorum ingår i släktet Horkelia och familjen rosväxter. Inga underarter finns listade i Catalogue of Life.